# Joaquín Arias
Joaquín Arias (12 novembre 1914 – ...) è stato un calciatore cubano, di ruolo centrocampista.

## Carriera
Partecipò al Mondiale del 1938 con la Nazionale cubana.